# Habronestes tillmani
Habronestes tillmani là một loài nhện trong họ Zodariidae.
Loài này thuộc chi Habronestes. Habronestes tillmani được Barbara C. Baehr miêu tả năm 2008.